# Neoregelia lactea
Neoregelia lactea är en gräsväxtart som beskrevs av Hans Edmund Luther och Elton Martinez Carvalho Leme. Neoregelia lactea ingår i släktet Neoregelia och familjen Bromeliaceae. Inga underarter finns listade i Catalogue of Life.